# Castropodame
Castropodame est une commune d'Espagne dans la province de León, communauté autonome de Castille-et-León.
Elle s'étend sur 59,97 km2 et comptait environ 1 728 habitants en 2015.